# آناتولی رادنکو
آناتولی رادنکو (اوکراینی: Анатолій Григорович Раденко؛ زادهٔ ۳ اوت ۱۹۵۹) بازیکن فوتبال اهل اتحاد جماهیر شوروی سوسیالیستی است.
از باشگاه‌هایی که در آن بازی کرده‌است می‌توان به باشگاه فوتبال زوریا لوهانسک، باشگاه فوتبال شاختار دونتسک، و باشگاه فوتبال زیمبرو کیشیناو اشاره کرد.